# Tour de Rijke

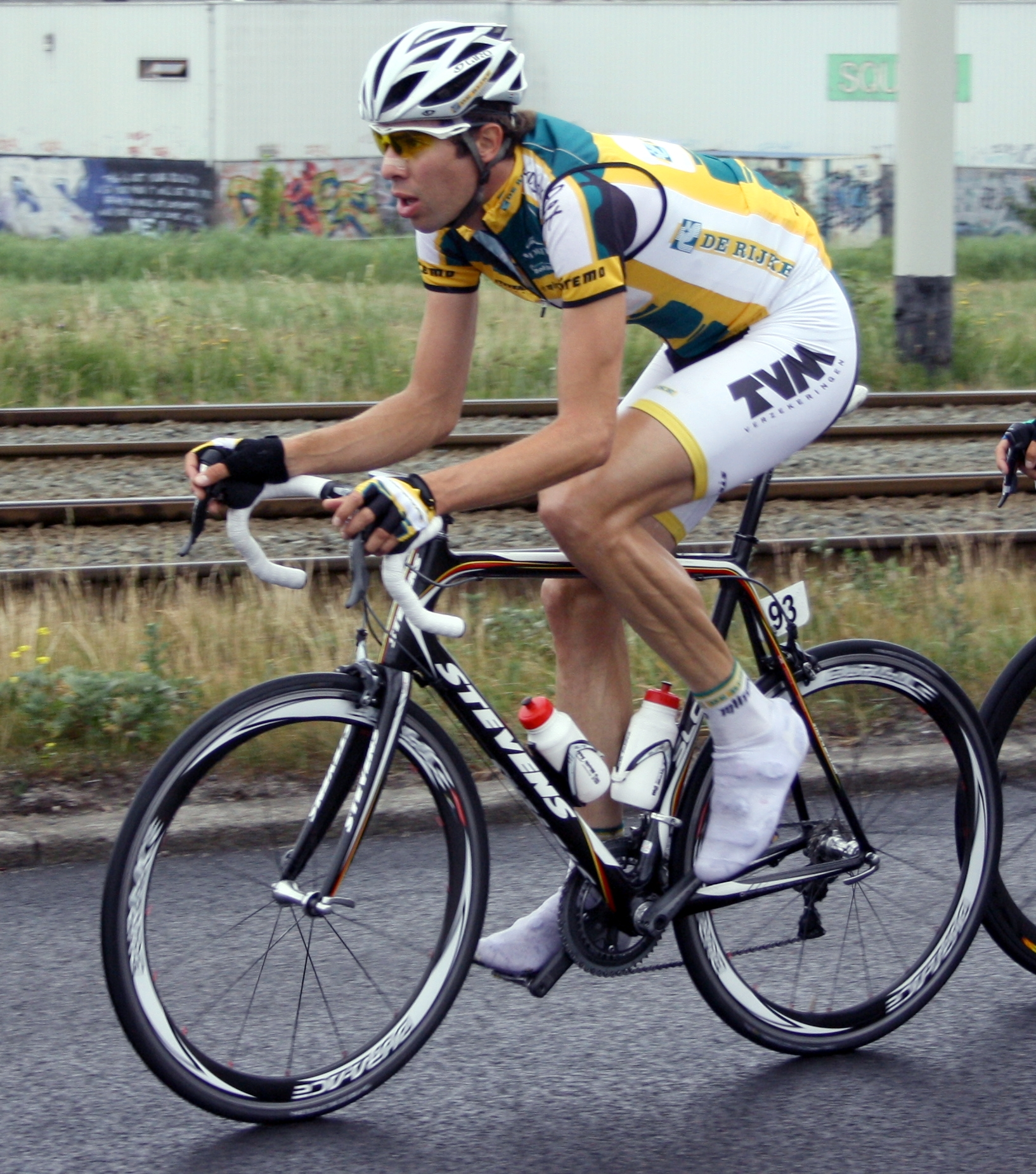
Tour de Rijke 2011 Sander Oostlander

De Tour de Rijke is een eendaagse wielerwedstrijd gehouden in en rond Spijkenisse in Nederland. De wedstrijd werd voor het eerst gehouden in 1989 en heette toen Omloop van Voorne-Putten. Van 1996 tot 2003 ging de koers door het leven onder de naam Tour Beneden-Maas, en vanaf 2004 is de wedstrijd Tour de Rijke gaan heten, vernoemd naar de hoofdsponsor. De Tour de Rijke maakt deel uit van de UCI Europe Tour sinds 2005, en heeft een UCI categorie 1.1.

## Lijst van winnaars

### Meervoudige winnaars
| Overwinningen | Renner          | Land      | Jaren      |
| ------------- | --------------- | --------- | ---------- |
| 2             | Stefan van Dijk | Nederland | 1997, 2005 |
| 2             | Jans Koerts     | Nederland | 2003, 2004 |

### Overwinningen per land
| Overwinningen | Land                                                   |
| ------------- | ------------------------------------------------------ |
| 17            | Nederland                                              |
| 1             | Australië , België , Verenigd Koninkrijk , Zuid-Afrika |